# ردموند، استرالیای غربی
ردموند (به انگلیسی: Redmond) یک شهرک در استرالیا است که در استرالیای غربی واقع شده‌است.